# Moșna (Iași megye)
Moșna település Romániában, Moldvában, Iași megyében.

## Fekvése
Moldvában, Iași megye délkeleti részén fekvő település.

## Története
Moșna és környéke már az újkőkorszak idején is lakott hely volt. A településen és környékén a Cucuteni kultúra nyomait tárták fel.
Moșnának a 2007. évi népszámláláskor 1960 lakosa volt.